# Lachnellula laricis
Lachnellula laricis är en svampart som först beskrevs av Mordecai Cubitt Cooke, och fick sitt nu gällande namn av Dharne 1965. Lachnellula laricis ingår i släktet Lachnellula och familjen Hyaloscyphaceae.   Inga underarter finns listade i Catalogue of Life.